# Guilherme Siqueira
Guilherme Madalena Siqueira (* 28. April 1986 in Florianópolis) ist ein ehemaliger brasilianischer Fußballspieler.

## Karriere
Guilherme Siqueira spielte in seiner Jugend für Figueirense FC, Ipatinga FC und auf Leihbasis bei Avaí FC, bevor er 2004 nach Europa zu Inter Mailand wechselte. Dort blieb er zwei Jahre, davon acht Monate als Leihspieler beim Ipatinga FC sowie ein halbes Jahr als Leihgabe bei Lazio Rom.
2006 wurde Siqueira von Udinese Calcio verpflichtet. Am 19. September 2006 gab er bei der 0:1-Niederlage gegen den FC Messina sein Debüt in der Serie A. In der Saison 2008/09 spielte er auf Leihbasis für den AC Ancona in der Serie B und erzielte am 22. November 2008 gegen den AC Mantova das erste Tor seiner Profikarriere. 2010 wechselte er in die Primera División zum FC Granada, von wo aus er in der Saison 2013/14 zu Benfica Lissabon verliehen wurde. Mit Benfica gewann Siqueira in der Saison die portugiesische Meisterschaft, den Pokal sowie den Ligapokal.
Zur Saison 2014/15 wechselte er zu Atlético Madrid, wo er einen Vertrag mit einer Laufzeit bis zum 30. Juni 2018 unterschrieb. Im August 2014 gewann er mit dem Verein den spanischen Superpokal. Nachdem er in seiner ersten Saison auf 25 Einsätze gekommen war, wurde er in der Hinrunde der Spielzeit 2015/16 nur einmal eingesetzt. Infolgedessen wurde er Ende Januar 2016 für anderthalb Jahre an den Ligakonkurrenten FC Valencia verliehen.
Im August 2018 beendete Siqueira, der seit Juli 2017 vereinslos gewesen war, aufgrund einer hartnäckigen Knöchelverletzung im Alter von 32 Jahren seine Karriere.

## Erfolge
Benfica Lissabon
- Portugiesischer Meister: 2014
- Portugiesischer Pokalsieger: 2014
- Portugiesischer Ligapokalsieger: 2014

Atlético Madrid
- Spanischer Superpokalsieger: 2014